# Níhovský tunel
Níhovský tunel je železniční tunel č. 223 na katastrálních územích Lubné a Níhov na železniční trati Brno – Havlíčkův Brod mezi stanicí Řikonín a zastávkou Níhov v km 41,581–43,112.

## Historie
Výstavba trati byla zahájena v roce 1938 a po přerušení druhou světovou válkou pokračovala v roce 1948. Celá trať byla zprovozněna jako novostavba v roce 1953, kdy nahradila tři místní dráhy z přelomu 19. a 20. století. Na trati se nachází celkem osm tunelů (Obřanský, Cacovický, Husovický, Královopolský, Loučský, Lubenský, Níhovský a Havlíčkobrodský).
Výstavba Níhovského tunelu byla zadána stavební firmě Ing. Bedřich Hlava z Prahy a jeho stavba byla zahájena v roce 1938 a dokončena v roce 1942. Od roku 1944 tunel sloužil jako součást podzemní výrobní továrny Diana. Nesl označení C a byly v něm vyráběny plechové dílce a části draků letadel Bf 109. Po válce byl tunel vyklizen a zprovozněn.

## Geologie a geomorfologie
Oblast se nachází v geomorfologické oblasti Českomoravská vrchovina s celkem Křižanovská vrchovina, podcelkem Bítešská vrchovina a okrskem Deblínská vrchovina s nejvyšším bodem vrchem Pasník (543 m n. m.). Z geologického hlediska je tvořena především metamorfity. Tunel Lubenský a Níhovský jsou proraženy masívem, který leží na pravé straně údolí potoka Halda.

## Popis
Dvojkolejný tunel byl postaven na železniční trati Brno – Havlíčkův Brod mezi stanicí Řikonín a zastávkou Níhov. Tunel byl proražen v masívu (kóta 492 m n. m.), který je tvořený biotitickými pararulami. Při ražbě ve středním úseku byla v délce asi 60 m zastižena rozrušená a lasovitá rula, která způsobila zával klenby v délce asi 20 m, a to i přes to, že v pasech č. 11, 12, a 13 byly vyzděny opěry. Tunel měl rubovou izolaci z asfaltových desek. V dubnu 1944 byla vybetonována podlaha pro potřebu výroby.
Tunel leží v nadmořské výšce 440 m a je dlouhý 513,05 m.